# Маджодо
Маджо́до (англ. Madjodo) — українська рок-група заснована у 1997 році в Сімферополі (Крим). Свій стиль музиканти визначають як «респектабельний рок». Слово "маджодо" не має якихось значень і є милозвучним набором букв, що фонетично нагадують слово "маджонґ". Незважаючи на часті зміни складу, основу колективу складають Андрій Дубровін і Євген Зуйко, які є засновниками групи. У Маджодо виданий альбом «Размытые Грани» (2007) з перевиданням у 2011-му, а також ряд радіосинґлів. В цей час група працює на київській студії ФДР над записом нового матеріалу, з якого було презентовано кілька пісень: «Иллюзий Больше Нет», «Больше Не Верю» і «Лети Душа». Вихід альбому заплановано на 2013-ий рік. У жовтні 2012 колектив зняв перший в своїй історії відеокліп на пісню «Лети Душа».

## Історія

##### 1996–1999 (заснування і перші концерти)
Фактично історія групи почалася влітку 1996-го року, коли гітарист Андрій Дубровін почав писати перші пісні для репертуару майбутньої команди. У лютому 1997-го він познайомився з бас-гітаристом Євгеном Зуйком, що на той час грав у кримській групі «Роза Иерихона». Добравши іще музикантів, до зими 1998-го була готова півторагодинна концертна програма і записані перші демо-версії пісень. Розіславши їх по клубах, група отримала постійну роботу в кількох московських закладах. Раптова загибель у 1999-му барабанника Дмитра Шевченка зруйнувала плани колективу. Йшли мови навіть про припинення діяльності, оскільки заміну Дмитрові Маджодо довший час не могли знайти. Врешті, після багатьох прослуховувань, в групу прийшов ударник Федір Мірошниченко. З ним у вересні того ж року в клубі «13 граней» відбувся перший виступ Маджодо в рідному Сімферополі.

##### 2000–2007 (виступи в клубах і дебютний альбом)
Виступивши на початку 2000-го на фестивалі «Степной Ветер», і отримавши там ґран-прі, група перебралася в Москву, де записала пісню «Прошло Наше Лето». Ротація пісні на кримській радіостанції «Ассоль» позитивно вплинула на кількість концертів Маджодо. Регулярно виступаючи в цей час у клубах, музиканти пишуть багато нових пісень, але не записують їх. Від 2004-го року почалися нечасті наїзди в Київ з виступами в клубах «Buddy Guy», «Бочка», «Docker Pub» та інших. Завдяки набутим у Києві контактам у березні 2007-го в Україні компанія МЕД випускає акустичний альбом «Размытые Грани», в який увійшли 12-ть пісень з репертуару групи зіграних наживо. В записі альбому і у виступах групи в той період брала участь скрипалька Наталія Сироватко.

##### 2008–2011 (життя в Москві, повернення в Київ і перевидання альбому)
У 2008-му після студійного запису пісень «Лечу» і «Я Бы Не Был» на групу звертає увагу віце-президент російського MTV Олексій Цапалін і запрошує її гостем на церемонію вручення призів свого телеканалу. Паралельно починаються перемовини з російською продюсерською компанією «CD Land» про співпрацю. Але у 2009-му група вирішує повернутися в Київ, продовжуючи наїздами виступати в російській столиці. 2011-ий відзначився перевиданням дебютного альбому «Размытые Грани». Він вийшов знову акустичним, але треки отримали нове звучання.

##### 2012— теперішній час (запис нового альбому і перше відео)
Навесні 2012 року Маджодо починає співпрацю з компанією ФДР Медіа. У всеукраїнський ефір потрапляють пісні «Иллюзий Больше Нет» і «Больше Не Верю». У вересні завершується запис ще одного синґлу «Лети Душа», на який група також зняла відеокліп — перший у своїй кар'єрі. Відбувається робота над новою концертною програмою і в студії ФДР група записує другий альбом, вихід якого заплановано на 2013-ий рік.

## Радіосинґли
1. «Прошло Наше Лето» (2000)
2. «Не С Тобой» (2007)
3. «Меня Несёт На Берег» (2007)
4. «Когда Больно Тебе» (2007)
5. «Лечу» (2008)
6. «Я Бы Не Был» (2008)
7. «Иллюзий Больше Нет» (2012)
8. «Больше Не Верю» (2012)
9. «Лети Душа» (2012)
10. «Каждое Мгновение» (2012)
11. «Думая о Тебе» (2013)
12. «В Городе Ночном» (2013)

## Дискографія
- Альбом «Размытые Грани» (2007)
- Альбом «Размытые Грани» (2011) перевидання

## Відеокліпи
«Лети Душа» (2012) Режисер: Оператор:

## Склад групи

##### Теперішні учасники
1. Андрій Дубровін — гітара, вокал (від 1997 — до сьогодні)
2. Євген Зуйко — бас-гітара, бек-вокал (від 1997 — до сьогодні)
3. Олексій Манько — барабани (від 2012 — до сьогодні)

##### Колишні учасники
1. Дмитро Шевченко — барабани (від 1997 до 1998)
2. Федір Мірошниченко — барабани (від 1999 до 2001)
3. Сергій Бугара – барабани (від 2001 до 2005)
4. Наталія Сироватко – скрипка (від 2005 до 2006)
5. Олексій Баранов – клавіші (від 2005 до 2006)
6. Іван Кондратенко – барабани (від 2010 до 2012)
7. Сергій Проценко – клавіші (від 2010 до 2012)